# Marina Puche Fabuel
Marina Puche Fabuel (València, 8 de juny de 1982) és una artista fallera especialitzada en falles infantils. És la tercera artista de la nissaga dels Puche, sent neta de Julián Puche i filla de Josep Puche.
La seua primera falla infantil, "El món de Daniela", la va plantar a Quart-Palomar en 2011 junt a Ceballos i Sanabria amb els quals va col·laborar en el disseny i realització de la mateixa. Tot i això, en 2012 ja va plantar en especial, amb un projecte anomenat "Cotó de sucre" en Exposició-Misser Mascó.
En la seua producció com artista fallera també s'inclouen Falles infantils com "La xocolatà", plantada per la comissió Santa Maria Micaela-Martí l'Humà, i "Volare", per Exposició-Misser Mascó en 2013, "Circustàncies", a la demarcació de J. Costa-C. Altea en 2014, "La mar salà", per Bolseria-Tros Alt en Març de 2015 i "Tinc el cor content", per la comissió Regne de València-Ciscar en 2018.
A la Gran Fira de València de 2016 va rebre el premi Baró de Cortes per la carrossa Fades de primavera, construïda per Guaita i Roda sobre disseny seu per a la Batalla de Flors. A l'edició 2017 el seu disseny amb lema "El jardiner polar" va repetir el màxim guardó, aquesta vegada amb la realització de l'artista faller Ximo Esteve, En l'edició de 2019 va aconseguir de nou el premi extraordinari Baró de Cortes amb la carrossa "Galopant en la batalla" en la que també participava amb el disseny de la carrossa "La caseta dels jardiners", realitzada al taller de Roda-Guaita.
En 2018, el Museu Faller de València va inaugurar l'exposició "Els Puche, arrels de Falles" en la qual es mostrava l'evolució de la nissaga Puche al món de l'art efímer faller començant pels inicis del seu iaio, Julià Puche Ferrándiz, passant per l'època del seu pare, José Puche Hernández, fins a arribar a Marina i la seua obra dins i fora de les Falles.
A més del disseny i realització de Falles, destaca en l'àmbit de la pintura artística. La seua activitat professional inclou la creació de joies i complements sota la marca "Manitas de plata". A l'edició 2019 de la Cavalcada dels Reis Mags de la ciutat de València va contribuir amb el disseny d'una de les carrosses realitzada al taller Roda-Guaita amb la fusteria de Manolo Garcia.
En els seus treballs es veu un traç personal en que la falla s'associa amb la gràfica, combinant l'escultura amb la il·lustració, establint un diàleg natural que té referències en el cinema vintage, el lindy hop, les titelles, el patchwork, les emocios o els dinars i berenars familiars.
El 9 de maig de 2019 va inaugurar una mostra d'il·lustracions d'esbossos i dibuixos de les seues falles titulada "Cuando la línea falla", en la llibreria Estudio 64. El mateix any va col·laborar amb Latorre i Sanz en la creació de l'esbós de "L'aperitiu" falla 2020 de la comissió Arambul Sanz del barri de Campanar a València, la maqueta de la qual va realitzar son pare Pepe Puche.
L'artista valenciana es convertirà en la primera dona en dissenyar una Falla municipal de València al haver estat triada junt a Manolo Garcia per a dur a terme la Falla de la Plaça de l'Ajuntament 2023 amb el lema "Cardioversió valenciana".